# 미치 모리스
미치 모리스(Mitch Morris, 1979년 10월 15일 ~ )는 미국의 배우이다.

## 출연 작품
- 리얼 파이트 클럽 (2006)
- 어나더 게이 무비 (2006)
- 퀴어 애즈 포크 (2000)